# Ardblair Castle
Ardblair Castle ist eine Burg etwa 1,2 km westlich von Blairgowrie in der schottischen Council Area Perth and Kinross. Es handelt sich um eine Burg mit L-förmigem Grundriss (mit Anbau) aus dem 16. Jahrhundert.

## Geschichte
1399 erhielten die Blairs aus Balthavock das Anwesen von König David II. verlehnt. ‘’Patrick Blair’’ wurde 1554 des Mordes an George Drummond aus Ledcrieff und dessen Sohn angeklagt, verurteilt und geköpft. Durch Heirat fiel das Anwesen 1792 an den Clan Oliphant aus Gask und blieb Eigentum der Familie Oliphant-Blair. Im 20. Jahrhundert wurden viele Reliquien der Jakobiten von Gask auf Ardblair Castle gebracht.
Carolina Nairne, die Liedermacherin, war ein häufiger Gast in der Burg.

## Beschreibung

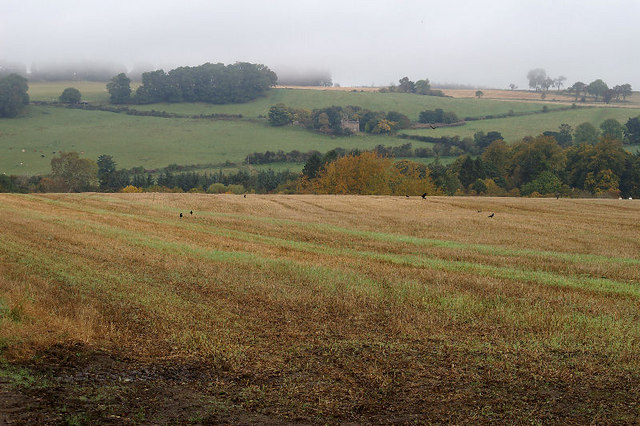
Ardblair Castle

Man glaubt, dass die ursprüngliche Burg auf Geheiß der Blairs in normannischer Zeit an Stelle eines älteren Forts gebaut wurde. Der Turm auf der Nordwestseite wurde auf den Fundamenten eines Teils der früheren Burg errichtet.
Ardblair Castle ist eine der wenigen Burgen, die noch ihren Hof besitzen. Das ursprüngliche Haus mit L-förmigem Grundriss hatte drei Vollgeschosse und ein Dachgeschoss. Es gibt eine Treppentourelle, die im Innenwinkel über dem Erdgeschoss vorspringt. Sie hat ein konisches Dach.
1668 wurde ein Hof, dessen Nordseite eine Mauer mit einem Bogendurchgang in der Mitte begrenzt, hinzugefügt. In der Mitte des Hofes befindet sich eine Sonnenuhr mit dem Datum 1623 und 25 Ziffern.
Über dem Eingang zur Burg gibt es eine Ziertafel, aber ohne Inschrift.
Der Keller, in dem sich vermutlich die Küche befand, ist mit einer Gewölbedecke versehen. Es gibt dort eine breite Feuerstelle; ihr massiver Kamin dominiert die Südfassade des Gebäudes. Im Erdgeschoss befand sich ein Rittersaal, der heute als holzgetäfeltes Speisezimmer dient und im 18. Jahrhundert umgestaltet wurde. Auch der Rest der Innenräume stammt größtenteils aus dem 18. Jahrhundert.
Die Burg war einst fast vollständig von einem See umgeben, der aber heute größtenteils trockengelegt ist.
Historic Scotland hat Ardblair Castle als historisches Bauwerk der Kategorie A gelistet.

## Geister
Die Burg soll von der „grünen Lady“ heimgesucht werden, die in grüner Seide gekleidet ist und die Schlafgemächer der Burg durchsucht. Man nimmt an, dass dies der Geist von Lady Jean Drummond aus ‘’Newton’’ ist, die an gebrochenem Herzen starb, nachdem sie sich trotz der Fehden zwischen den beiden Clans in einen Blair verliebt hatte. Sie ertrank im dortigen Sumpfland.